# سرآب جابری

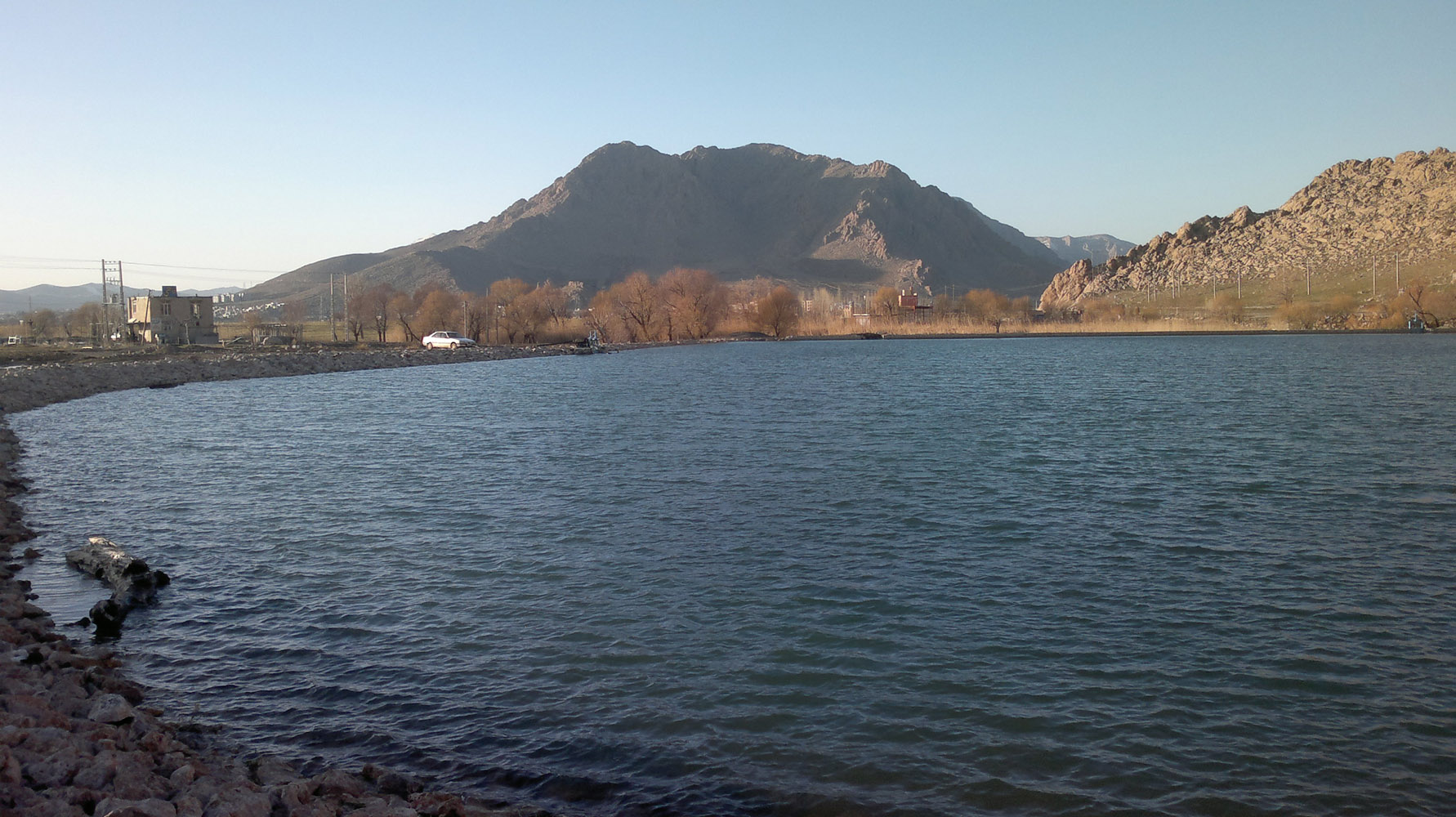

سراب جابری (جاوری) یکی از نقاط گردشگری دروازه روانسر است. 
این سراب دیدنی در شهرستان روانسر از توابع استان کرمانشاه در دامنه کوه زرد و در مسیر جاده روانسر - کرمانشاه واقع شده‌است.
این سراب یکی از  شاخه‌های رودخانهٔ قره‌سو است که آب دهی آن در طی فصول سال متغیر است و علاوه بر تأمین آب کشاورزی در منطقه، یکی از نقاط گردشگری روانسر می‌باشد .
سراب جابری (جاوری) در تاریخ ۲۷/۱۲/۱۳۸۷ در فهرست میراث طبیعی ایران به شماره ۵۶ در کنار سراب روانسر ثبت شده‌است؛ این سراب هر چند مورد کم لطفی مسئولین قرار گرفته‌است اما یکی از منابع غنی در زمینهٔ گردشگری و کشاورزی برای شهرستان روانسر است.